# Nuoro
Nuoro (phát âm tiếng Ý: [ˈnuːoro] listenⓘ hay ít chính xác hơn [ˈnwɔːro]; tiếng Sardegna: Nùgoro [ˈnuɣoɾo]) là một thành phố và comune ở miền trung-đông Sardegna, Ý, toạ lạc bên sườn Monte Ortobene. Đây là thủ phủ của tỉnh Nuoro. Với dân số 36.347 người (2011), nó là đô thị lớn thứ sáu ở Sardegna.
Là nơi sinh của nhiều nhà văn, nhà thơ, họa sĩ, và nhà điêu khắc nổi tiếng, Nuoro có những bảo tàng nổi bật hơn cả trên toàn đảo Sardegna. Thành phố là một trung tâm văn hoá quan trọng trong vùng và mang danh "Atene sarda" (Athens của Sardagna). Nuoro là quê nhà của Grazia Deledda, người phụ nữ Ý đầu tiên và duy nhất giành được giải Nobel Văn học (1926).